# Dr.マーク・スローン
『Dr.マーク・スローン』（原題：Diagnosis: Murder）は、1993年から2001年までアメリカで製作されたテレビドラマ。アメリカCBSテレビにて放映された。日本ではNHKで『Dr.マーク・スローン』として1995年から1999年にかけて不定期的に第1シーズンが、スーパーチャンネル(現・スーパー!ドラマTV)で吹き替えのキャストを変えて、2003年から2005年に第2-4シーズンを『新Dr.マーク・スローン』1-3として放映した。

## 登場人物
マーク・スローン医師
ディック・ヴァン・ダイク、声：中村正/新Dr.マーク・スローン:西村知道
内科医。
スティーブ・スローン
バリー・ヴァン・ダイク、声：仲野裕/新Dr.マーク・スローン:石井隆夫
マークの息子である警部補。
アマンダ・ベントリー・リビングストン医師
ビクトリア・ラウェル、声：小山田詩乃/新Dr.マーク・スローン:戸田亜紀子
病理学者。
ジャック・スチュワート医師
スコット・バイオ、第1-第2シーズン、声：土師孝也/新Dr.マーク・スローン:佐藤晴男
ジェシー・トラビス医師
チャーリー・シュラッター、第3シーズン- 声：新Dr.マーク・スローン:小野大輔
ノーマン・ブリッグス
マイケル・トゥッチ、声：上田敏也/新Dr.マークスローン:長嶝高士
デロリス・ミッチェル
デロリス・ホール、第1-第2シーズン、声：藤堂陽子/新Dr.マーク・スローン:藤生聖子